# Крофорд (округ, Айова)
Кро́форд (англ. Crawford County) — округ в США, штате Айова. На 2000 год численность населения составляла 16 942 человек. По оценке бюро переписи населения США в 2009 году население округа составляло 16 416 человек. Окружным центром является город Денисон.

## История
Округ Крофорд был сформирован 15 января 1851 года.

## География
По данными Бюро переписи населения США площадь округа Крофорд составляет 1850 км².

### Основные шоссе
- Шоссе 30
- Шоссе 59
- Автострада 37
- Автострада 39
- Автострада 141

### Соседние округа
- Айда  (север)
- Сок  (северо-восток)
- Карролл  (восток)
- Шелби  (юг)
- Гаррисон  (юго-запад)
- Монона  (запад)

## Демография
По данным переписи населения 2000 года в округе проживало 16 942 жителей. Среди них 26,6 % составляли дети до 18 лет, 16,5 % люди возрастом более 65 лет. 49,2 % населения составляли женщины.
Национальный состав был следующим: 96,7 % белых, 1,2 % афроамериканцев, 0,9 % представителей коренных народов, 0,5 % азиатов, 22,1 % латиноамериканцев. 0,7 % населения являлись представителями двух или более рас.
Средний доход на душу населения в округе составлял $15851. 12,3 % населения имело доход ниже прожиточного минимума. Средний доход на домохозяйство составлял $44444.
Также 78,5 % взрослого населения имело законченное среднее образование, а 12,4 % имело высшее образование.